# Alexander Steen
Alexander Lennart Steen (* 1. března 1984 Winnipeg, Manitoba) je bývalý švédský profesionální útočník ledního hokeje, který hrál za klub St. Louis Blues v severoamerické lize National Hockey League (NHL), kde plnil funkci náhradního kapitána. Byl draftován v prvním kole z 24. místa při draftu do NHL v roce 2002 týmem Toronto Maple Leafs, kde také začal svou kariéru. V roce 2019 vyhrál s Blues Stanley Cup.

## Hráčská kariéra
S hokejem začal ve Švédsku. V letech 1999 až 2004 hrál za organizaci Frölunda HC, jak na juniorské úrovni, tak v nejvyšší švédské lize SEL. Sezónu 2004–05 odehrál v týmu Modo Hockey po kontroverzním podpisu.

### Toronto Maple Leafs
Do NHL byl draftován týmem Toronto Maple Leafs z celkového 24. místa. Svůj první zápas s Maple Leafs odehrál 5. října 2005 proti týmu Ottawa Senators. První gól v NHL vstřelil hned při další hře 8. října proti týmu Montreal Canadiens. Vstřelením gólu se spolu se svým otcem, bývalým hráčem Winnipeg Jets Thomasem Steenem, zapsali do historie jako první švédské duo otec-syn, které vstřelilo v NHL gól. Svou debutovou sezónu zakončil s 45 body v 75 zápasech. První hattrick nastřílel 4. ledna 2007 proti týmu Boston Bruins, v zápase, kde posbíral celkem pět bodů. V Maple Leafs odehrál tři celé sezóny, z nichž byla bodově nejúspěšnější ta první.

### St. Louis Blues
24. listopadu 2008 byl Steen spolu s Carlem Colaiacovem vyměněn do týmu St. Louis Blues za Lee Stempniaka.
1. července 2010 podepsal čtyřleté prodloužení smlouvy s Blues poté, co v předcházející sezóně nasbíral 47 bodů. V sezóně 2010–11 odehrál 72 zápasů a získal 51 bodů.
25. září 2012 se kvůli výluce v NHL v sezóně 2012–13 vrátil do Modo Hockey, kde odehrál 20 zápasů a posbíral 23 bodů.
Sezónu 2013–14 odstartoval skvěle – na konci října vedl ligu v počtu nastřílených gólů s jedenácti a byl vyhlášen první hvězdou měsíce. 16. listopadu vyrovnal rekord Pierra Turgeona ze sezóny 1999–00, když v zápase proti týmu Carolina Hurricanes vstřelil gól a zaznamenal asistenci, čímž prodloužil svou bodovou šňůru na 13 zápasů v řadě.
18. prosince 2013 podepsal tříletou smlouvu s Blues za 17,4 milionu dolarů.
Dne 4. dubna 2014 byl nominován na ocenění Bill Masterson Memorial Trophy. Ocenění je každoročně udělováno hráči, „který nejlépe ilustruje vlastnosti vytrvalosti, sportovního chování a obětavosti pro hokej“. Steen vedl bodování Blues s 33 vstřelenými góly a celkovými 62 body, přestože v prosinci 2013 neodehrál 11 zápasů kvůli otřesu mozku.
23. září 2016 podepsal s Blues čtyřleté prodloužení smlouvy za 23 milionů dolarů.
V roce 2019 vyhrál s Blues Stanley Cup, první v 52leté historii tohoto klubu. 

## Osobní život
Jeho otec je bývalá hvězda Winnipeg Jets Thomas Steen, útočník, který v NHL odehrál 950 zápasů mezi lety 1981 a 1995 a posbíral 817 bodů. Narodil ve Winnipegu během otcovy doby u Jets a má dvojí občanství – kanadské a švédské. V mezinárodních soutěžích se rozhodl reprezentovat Švédsko. Steen má dva sourozence – třetí, bratr Amadeus, zemřel ve věku dvou měsíců na srdeční chorobu. Jeho smrt byla motivací pro Alexe a rodinu k vytvoření nadace Amadeus Steen, která získává prostředky na zdravotní péči o kojence a děti a poskytuje jim podporu.

## Ocenění a úspěchy
- 2000 TV-Pucken - Sven Tumbas Stipendium
- 2003 Nejlepší švédský junior
- 2004 Nejlepší švédský junior
- 2004 SEL - Nejlepší juniorský střelec
- 2004 SEL - Nejlepší juniorský nahrávač
- 2004 SEL - Nejproduktivnější junior
- 2007 NHL - YoungStars Roster
- 2014 Viking Award

## Prvenství
- Debut v NHL - 5. října 2005 (Toronto Maple Leafs proti Ottawa Senators)
- První gól v NHL - 8. října 2005 (Toronto Maple Leafs proti Montreal Canadiens, kanadskému brankáři José Théodore)
- První asistence v NHL - 10. října 2005 (Ottawa Senators proti Toronto Maple Leafs)
- První hattrick v NHL - 4. ledna 2007 (Boston Bruins proti Toronto Maple Leafs)

## Statistiky

### Klubové statistiky
| Sezóna       | Klub                | Soutěž       |      | Základní část | Základní část | Základní část | Základní část | Základní část |    | Play off | Play off | Play off | Play off | Play off |
| Sezóna       | Klub                | Soutěž       | Z    | G             | A             | B             | TM            | Z             | G  | A        | B        | TM       |          |          |
| 2000–01      | Frölunda HC         | J20          | 15   | 5             | 7             | 12            | 6             | 5             | 4  | 2        | 6        | 2        |          |          |
| 2001–02      | Frölunda HC         | J20          | 25   | 22            | 18            | 40            | 49            | 2             | 1  | 1        | 2        | 2        |          |          |
| 2001–02      | Frölunda HC         | SEL          | 26   | 0             | 3             | 3             | 14            | 10            | 1  | 2        | 3        | 0        |          |          |
| 2002–03      | Frölunda HC         | J20          | 2    | 0             | 2             | 2             | 0             | —             | —  | —        | —        | —        |          |          |
| 2002–03      | Frölunda HC         | SEL          | 45   | 5             | 10            | 15            | 18            | 16            | 2  | 3        | 5        | 4        |          |          |
| 2003–04      | Frölunda HC         | SEL          | 48   | 10            | 14            | 24            | 50            | 10            | 4  | 6        | 10       | 14       |          |          |
| 2004–05      | Modo Hockey         | SEL          | 50   | 9             | 8             | 17            | 26            | 6             | 1  | 0        | 1        | 4        |          |          |
| 2005–06      | Toronto Maple Leafs | NHL          | 75   | 18            | 27            | 45            | 42            | —             | —  | —        | —        | —        |          |          |
| 2006–07      | Toronto Maple Leafs | NHL          | 82   | 15            | 20            | 35            | 26            | —             | —  | —        | —        | —        |          |          |
| 2007–08      | Toronto Maple Leafs | NHL          | 76   | 15            | 27            | 42            | 32            | —             | —  | —        | —        | —        |          |          |
| 2008–09      | Toronto Maple Leafs | NHL          | 20   | 2             | 2             | 4             | 6             | —             | —  | —        | —        | —        |          |          |
| 2008–09      | St. Louis Blues     | NHL          | 61   | 6             | 18            | 24            | 24            | 4             | 0  | 1        | 1        | 0        |          |          |
| 2009–10      | St. Louis Blues     | NHL          | 68   | 24            | 23            | 47            | 30            | —             | —  | —        | —        | —        |          |          |
| 2010–11      | St. Louis Blues     | NHL          | 72   | 20            | 31            | 51            | 26            | —             | —  | —        | —        | —        |          |          |
| 2011–12      | St. Louis Blues     | NHL          | 43   | 15            | 13            | 28            | 28            | 9             | 1  | 2        | 3        | 6        |          |          |
| 2012–13      | Modo Hockey         | SEL          | 20   | 8             | 15            | 23            | 28            | —             | —  | —        | —        | —        |          |          |
| 2012–13      | St. Louis Blues     | NHL          | 40   | 8             | 19            | 27            | 14            | 6             | 3  | 0        | 3        | 6        |          |          |
| 2013–14      | St. Louis Blues     | NHL          | 68   | 33            | 29            | 62            | 46            | 6             | 1  | 2        | 3        | 6        |          |          |
| 2014–15      | St. Louis Blues     | NHL          | 74   | 24            | 40            | 64            | 33            | 6             | 1  | 3        | 4        | 2        |          |          |
| 2015–16      | St. Louis Blues     | NHL          | 67   | 17            | 35            | 52            | 48            | 20            | 4  | 6        | 10       | 30       |          |          |
| 2016–17      | St. Louis Blues     | NHL          | 76   | 16            | 35            | 51            | 53            | 10            | 3  | 4        | 7        | 4        |          |          |
| 2017–18      | St. Louis Blues     | NHL          | 76   | 15            | 31            | 46            | 20            | —             | —  | —        | —        | —        |          |          |
| 2018–19      | St. Louis Blues     | NHL          | 65   | 10            | 17            | 27            | 14            | 26            | 2  | 3        | 5        | 2        |          |          |
| 2019–20      | St. Louis Blues     | NHL          | 55   | 7             | 10            | 17            | 12            | 4             | 0  | 0        | 0        | 6        |          |          |
| Celkem v SEL | Celkem v SEL        | Celkem v SEL | 189  | 32            | 50            | 82            | 136           | 42            | 8  | 11       | 19       | 22       |          |          |
| Celkem v NHL | Celkem v NHL        | Celkem v NHL | 1018 | 245           | 377           | 622           | 454           | 91            | 15 | 21       | 36       | 62       |          |          |

### Reprezentace
| Rok                       | Tým                       | Soutěž                    | Z  | G | A | B  | TM |
| ------------------------- | ------------------------- | ------------------------- | -- | - | - | -- | -- |
| 2002                      | Švédsko 18                | MS-18                     | 8  | 2 | 6 | 8  | 8  |
| 2003                      | Švédsko 20                | MSJ                       | 6  | 4 | 2 | 6  | 6  |
| 2004                      | Švédsko 20                | MSJ                       | 6  | 2 | 1 | 3  | 4  |
| 2007                      | Švédsko                   | MS                        | 9  | 2 | 2 | 4  | 6  |
| 2014                      | Švédsko                   | ZOH                       | 6  | 1 | 3 | 4  | 4  |
| Juniorská kariéra celkově | Juniorská kariéra celkově | Juniorská kariéra celkově | 20 | 8 | 9 | 17 | 18 |
| Seniorská kariéra celkově | Seniorská kariéra celkově | Seniorská kariéra celkově | 15 | 3 | 5 | 8  | 10 |